# Larbi Zekkal
Larbi Zekkal, född den 19 maj 1934 i Alger, död där 17 september 2010, var en algerisk filmskådespelare och komiker.
Zekkal började sin karriär på 1950-talet och spelade i många olika filmer. Mest uppmärksamhet fick han för rollen i Slaget om Alger. Zekkals sista roll kom i det franska dramat Outside the Law, som hade premiär 2010. Han avled genom ett fall från en balkong.